# Johanna Pichlmair
Johanna Pichlmair (* 1990 in Judenburg) ist eine österreichische Violinistin.

## Leben und Werk
Johanna Pichlmair nahm seit ihrem 6. Lebensjahr in ihrem Heimatort Violinunterricht bei Alexandra Rappitsch an der Musikschule in Fohnsdorf. 2008 nahm sie ein Violinstudium bei Igor Ozim am Mozarteum in Salzburg auf. Ein Jahr später wechselte sie an die Musikhochschule Hanns Eisler in Berlin. Hier setzte sie ihre Studien zunächst bei Antje Weithaas und bei Feng Ning fort. Ab 2014 studierte sie an der Universität der Künste Berlin bei Nora Chastain. Sie absolvierte Meisterkurse bei Mayumi Seiler, Pinchas Zukerman, Lewis Kaplan und Eberhard Feltz.
Sie wurde bei zahlreichen nationalen und internationalen Musikwettbewerben ausgezeichnet. Darüber hinaus war sie Stipendiatin der Stiftung Villa Musica Rheinland-Pfalz, der Ottilie Selbach-Redslob Stiftung, von 2013 bis 2017 der Deutschen Stiftung Musikleben und 2014/15 des Deutschen Musikwettbewerbs. Von 2014 bis 2016 war sie Mitglied der Herbert-von-Karajan-Akademie der Berliner Philharmoniker. In den Spielzeiten 2015/2016 und 2016/2017 wurde Pichlmair in die Bundesauswahl der Konzerte Junger Künstler aufgenommen. In diesem Rahmen gab sie mit dem Trio Pascal und weiteren Duo- und Trioformationen zahlreiche kammermusikalische Auftritte. Auf Vorschlag der Deutschen Stiftung Musikleben trat sie mehrmals beim Schleswig-Holstein Musik Festival sowie bei der Kammermusik Akademie des Heidelberger Frühlings 2015 auf.
Seit 2017 war Johanna Pichlmair Mitglied des Symphonieorchesters des Bayerischen Rundfunks. Sie gab Soloauftritte und Recitals in verschiedenen europäischen Ländern, in Kanada und den Vereinigten Staaten. Sie gastierte bei Festivals wie den Ludwigsburger Festspielen. Als Solistin trat sie unter anderem mit dem Münchener Rundfunkorchester und den Bamberger Symphonikern auf. Seit 2020 ist sie Mitglied der Berliner Philharmoniker.
Als Preisträgerin des 20. Wettbewerbs des Deutschen Musikinstrumentenfonds stellt die Deutsche Stiftung Musikleben Johanna Pichlmair seit 2012 eine Violine zur Verfügung. Derzeit spielt Johanna Pichlmair auf einer Violine von Giuseppe Giovanni Guarneri (Cremona 1730) aus dem Deutschen Musikinstrumentenfond.

## Auszeichnungen (Auswahl)
- 2019: Zweiter Preis und Bachpreis beim Concours musical international de Montréal[5]
- 2019: Zweiter Preis beim Internationalen Max-Rostal-Violinwettbewerb in Berlin[6]
- 2019: Zweiter Preis beim Wettbewerb der Peter-Pirazzi-Stiftung in Frankfurt[7]
- 2018: Erster Preis beim Ysaye International Violin Competition in Lüttich[8]
- 2014: Zweiter Preis und Kammermusikpreis beim Wettbewerb "Pacem in Terris" in Bayreuth[9]
- 2014: Sonderpreis beim Internationalen Fritz Kreisler Wettbewerb in Wien[10]
- 2014: Dritter Preis beim Violinwettbewerb der Ibolyka-Gyarfas-Stiftung in Berlin[11]
- 2013 Erster Preis und Publikumspreis beim Internationalen Bodensee-Musikwettbewerb in Überlingen[9]
- 2011: Sonderpreis beim Internationalen Violinwettbewerb Henri Marteau[3]
- 2011: Zweiter Preis und Sonderpreis beim Internationalen Violinwettbewerb Königin Sophie Charlotte in Mirow[12]
- 2009: Zweiter Preis beim Internationalen Violinwettbewerb „Ruggiero Ricci“ in Salzburg[3]
- 2008: Dritter Preis und Sonderpreis beim nationalen Musikwettbewerb „Gradus ad Parnassum“ in Wien[3]
- 2007: Erster Preis beim Concorso Europeo per Giovani Violinisti Alfredo e Wanda Marcosig in Gorizia[13]
- 2004: Dritter Preis und Sonderpreis bei der Canetti International Violin Competition in Cremona[3]
- 2003: Erster Preis beim Europäischen Musikfestival für die Jugend in Neerpelt[14]